# Vahekari
Vahekari är en ö i bukten Kolga laht i Finska viken utanför Estlands nordkust. Den ligger i Jõelähtme kommun i landskapet Harjumaa, 40 km nordost om huvudstaden Tallinn. Den ingår i ögruppen Malusi som består av Lilla Malö (estniska: Põhja-Malusi eller Väike-Malusi) och Stora Malö (estniska: Lõuna-Malusi eller Suur-Malusi). 
Klimatet i området är tempererat. Årsmedeltemperaturen i trakten är 5 °C. Den varmaste månaden är augusti, då medeltemperaturen är 16 °C, och den kallaste är februari, med −2 °C.

## Galleri

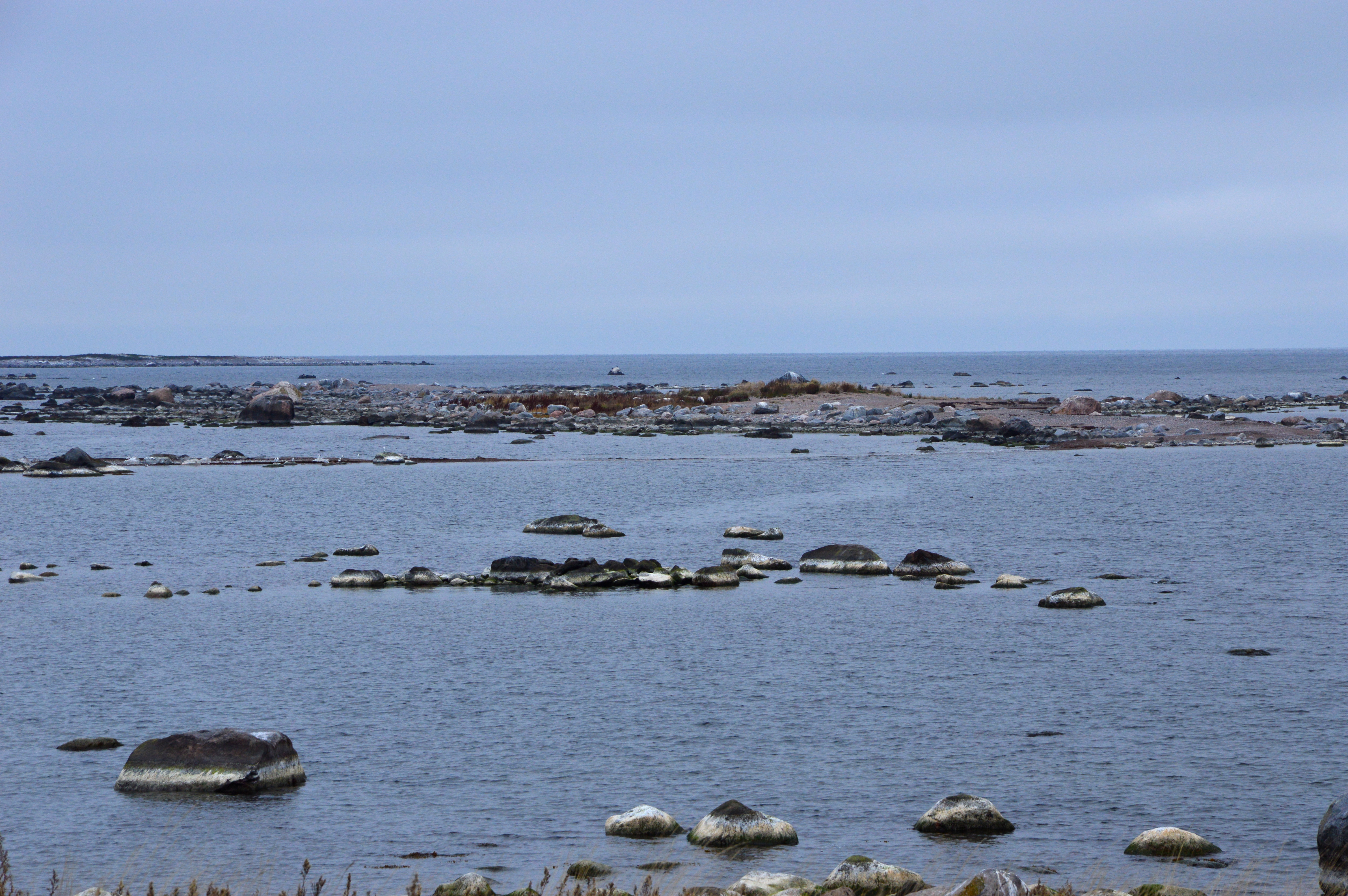
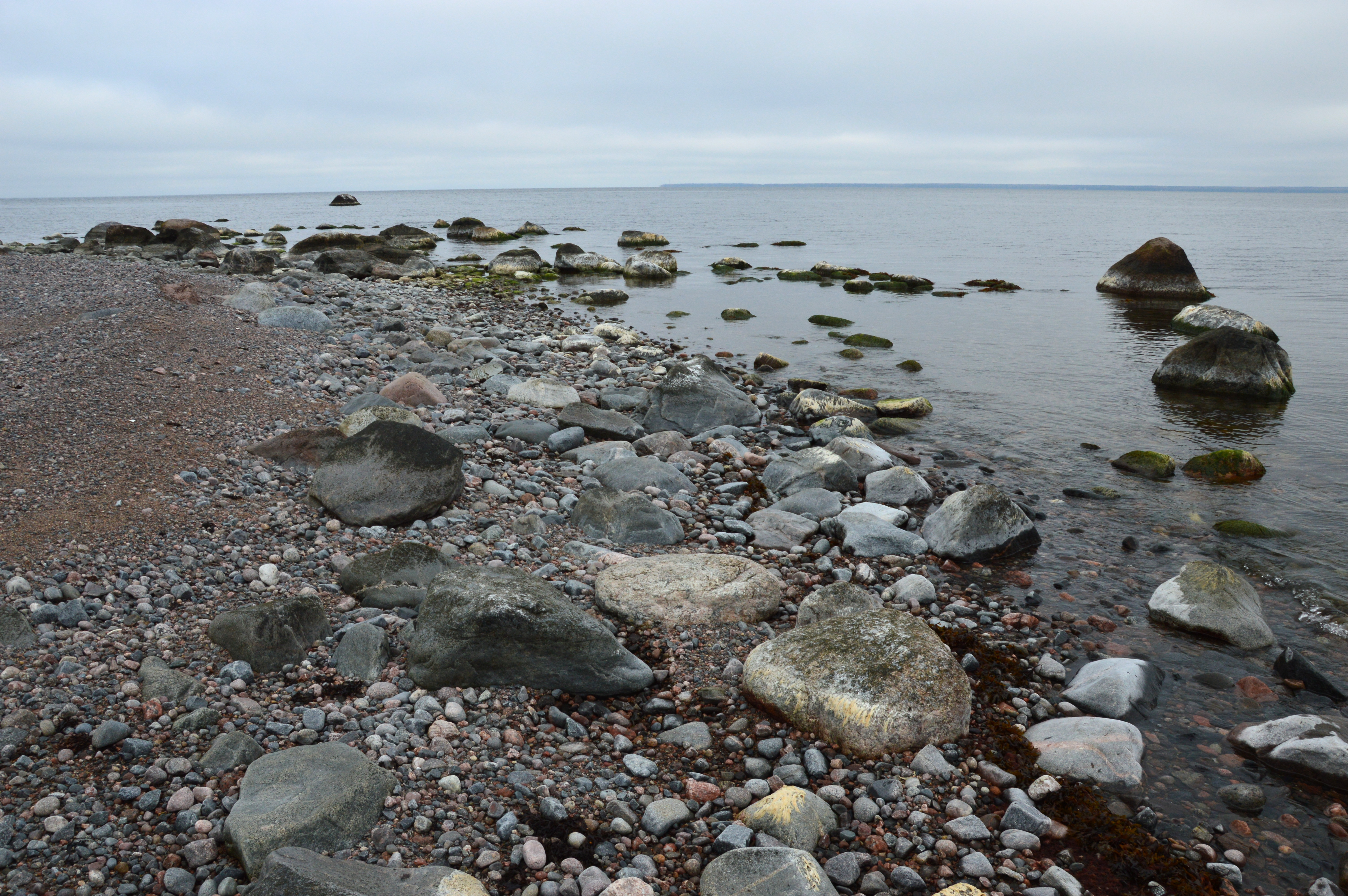
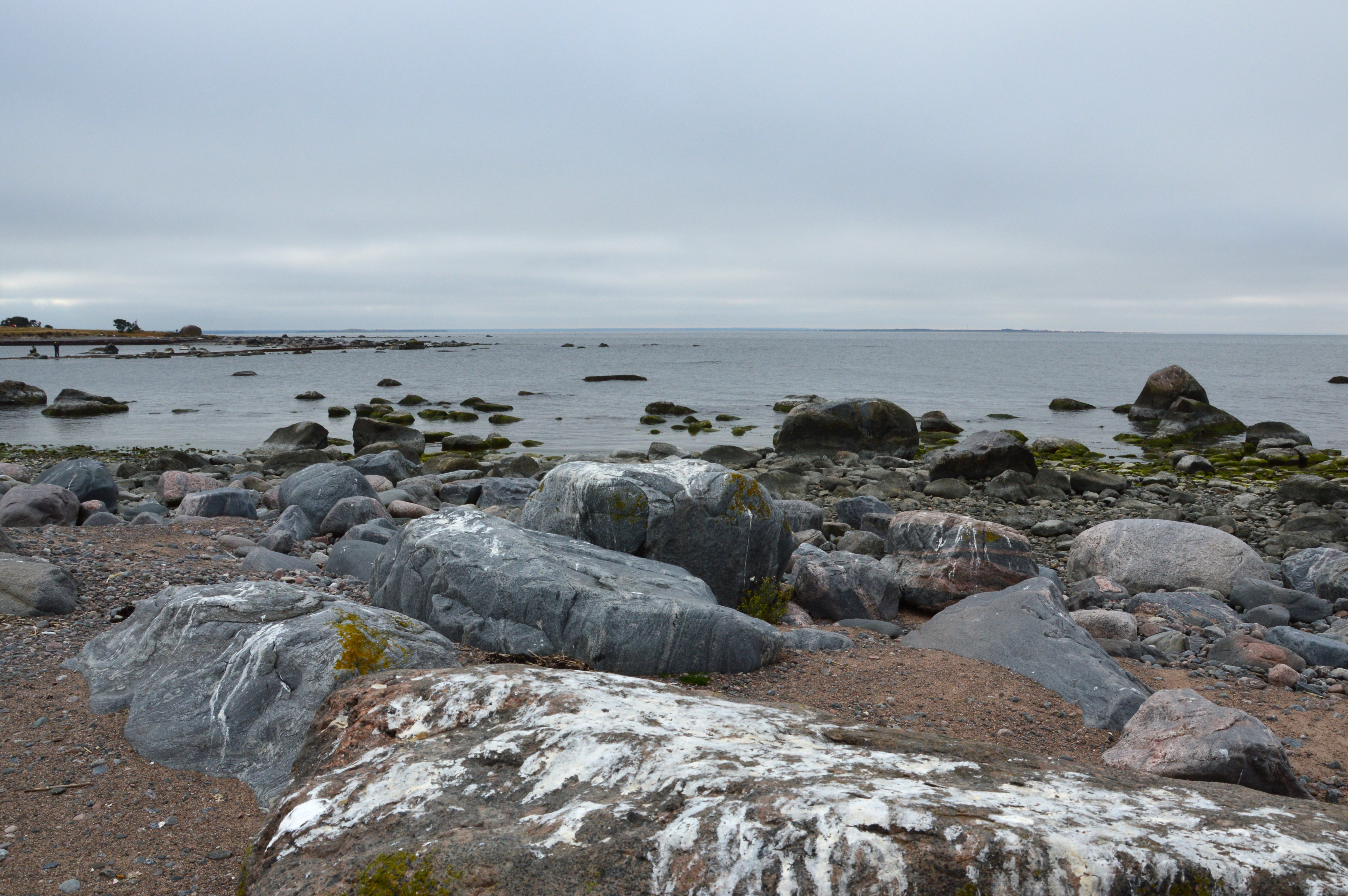
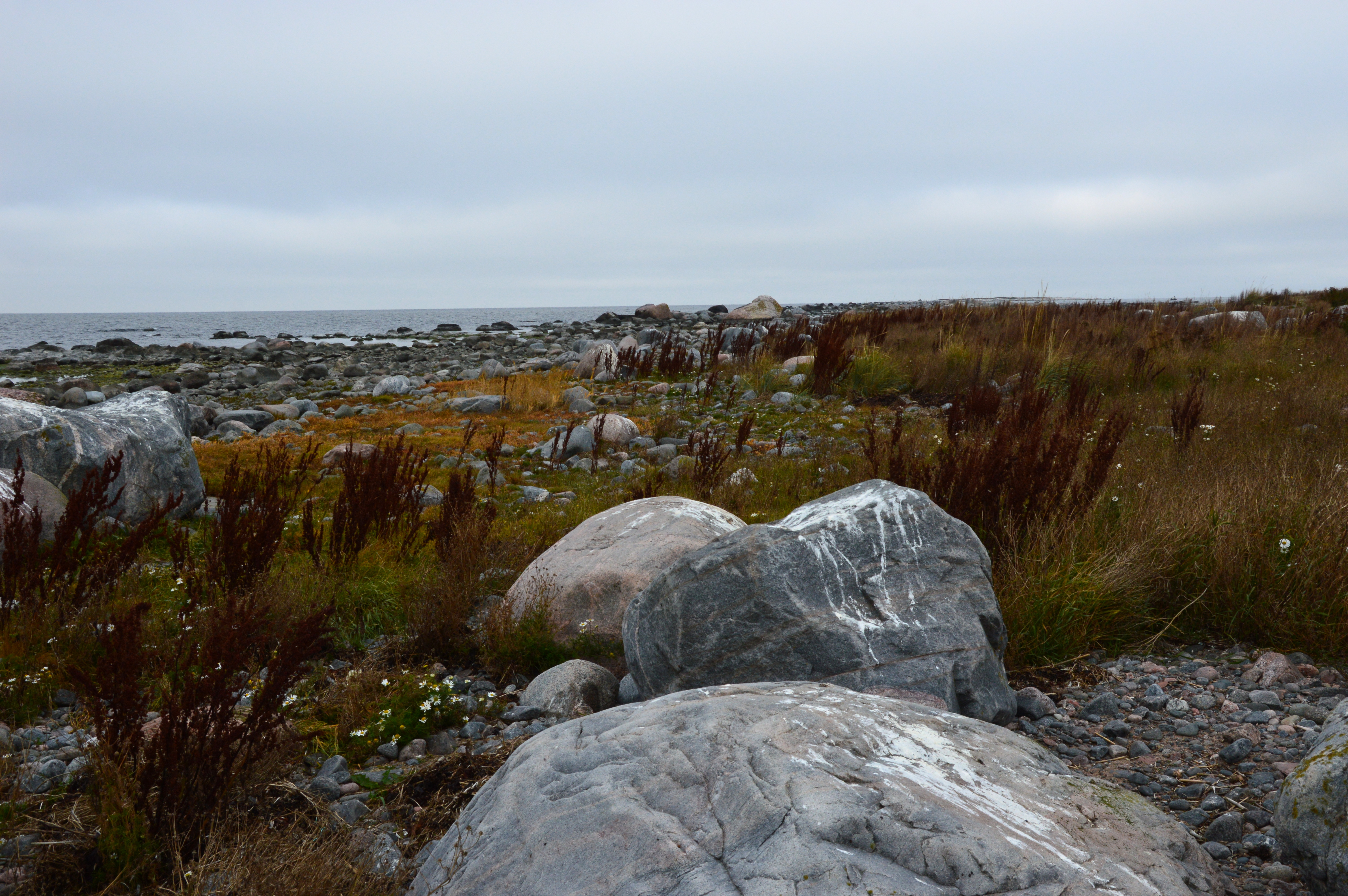

### Fotnoter
1. ↑  Vahekari hos Geonames.org (cc-by); post uppdaterad 2012-01-17; databasdump nerladdad 2015-09-05
2. ↑  ”NASA Earth Observations Data Set Index”. NASA. Arkiverad från originalet den 11 maj 2020. https://web.archive.org/web/20200511075542/https://neo.sci.gsfc.nasa.gov/dataset_index.php. Läst 30 januari 2016.